# Omar Oreste Corbatta
Orestes Omar Corbatta (ur. 11 marca 1936 w Daireaux, zm. 6 listopada 1991 w Avellaneda) – argentyński piłkarz, napastnik, skrzydłowy.
Uchodził za jednego z najlepszych argentyńskich piłkarzy swoich czasów. Grał na prawym skrzydle, uchodził za fenomenalnego dryblera, zdobywał sporo bramek. W profesjonalnym futbolu debiutował w 1955 w Racing Club, gdzie grał do 1962 i zdobył dwa tytuły mistrza Argentyny. Następnie był piłkarzem Boca Juniors (1962–1965, kolejne dwa tytuły mistrzowskie), kolumbijskiego Independiente Medellín (1965–1969) i mniej znanych klubów argentyńskich.
W reprezentacji Argentyny w latach 1956–1962 rozegrał 43 spotkania i strzelił 18 bramek. Triumfował w Copa América 1957 (w składzie znajdowali się także m.in. Sivori, Maschio i Rossi) oraz Copa América 1959. Brał udział w nieudanych dla Argentyny MŚ 58 i był najlepszym strzelcem drużyny – w każdym z trzech spotkań strzelał po jednej bramce.

## Kariera klubowa
- Racing Club (1955–1962)
- Boca Juniors (1963–1965)
- Independiente Medellín (1965–1969, Kolumbia)
- San Telmo (1970)
- Italia Unidos (1972)
- Tiro Federal de Río Negro (1973–1974)